# Roy Rogers (brano musicale)
Roy Rogers è un brano scritto ed interpretato dall'artista britannico Elton John; il testo è di Bernie Taupin.

## Il brano
Proviene dal doppio album Goodbye Yellow Brick Road del 1973, uno dei maggiori successi di Elton. Si presenta come una ballata per pianoforte (in effetti lo strumento, suonato da Elton, è molto evidente). Sono comunque presenti, come in tutto l'album, Dee Murray (al basso), Davey Johnstone (non più alla chitarra elettrica, ma alle chitarre acustica e steel) e Nigel Olsson (alla batteria). I magniloquenti arrangiamenti di Del Newman completano il tutto, come per esempio nel brano Goodbye Yellow Brick Road. Il testo di Bernie  è ispirato a una fortunata serie tv americana degli anni Cinquanta, avente per protagonista il cowboy Roy Rogers e il suo fido cavallo Trigger. Proprio per questo è uno dei brani più sentiti dalla coppia John/Taupin: a questa canzone è dedicato anche un capitolo (nel DVD The Making Of Goodbye Yellow Brick Road) ed è stata notata da alcune autorevoli riviste. È stata talvolta eseguita live, anche nel monumentale concerto volto a celebrare i 60 anni di Elton John, tenutosi il 25 marzo 2007 al Madison Square Garden.